# Cala Mendia
Cala Mendia (kastilisch Cala Mandia) ist eine Meeresbucht und eine nach ihr benannte Siedlung im Osten der spanischen Baleareninsel Mallorca. Die Bucht befindet sich an der Küste der Gemeinde Manacor südwestlich von Porto Cristo.

## Lage und Beschreibung

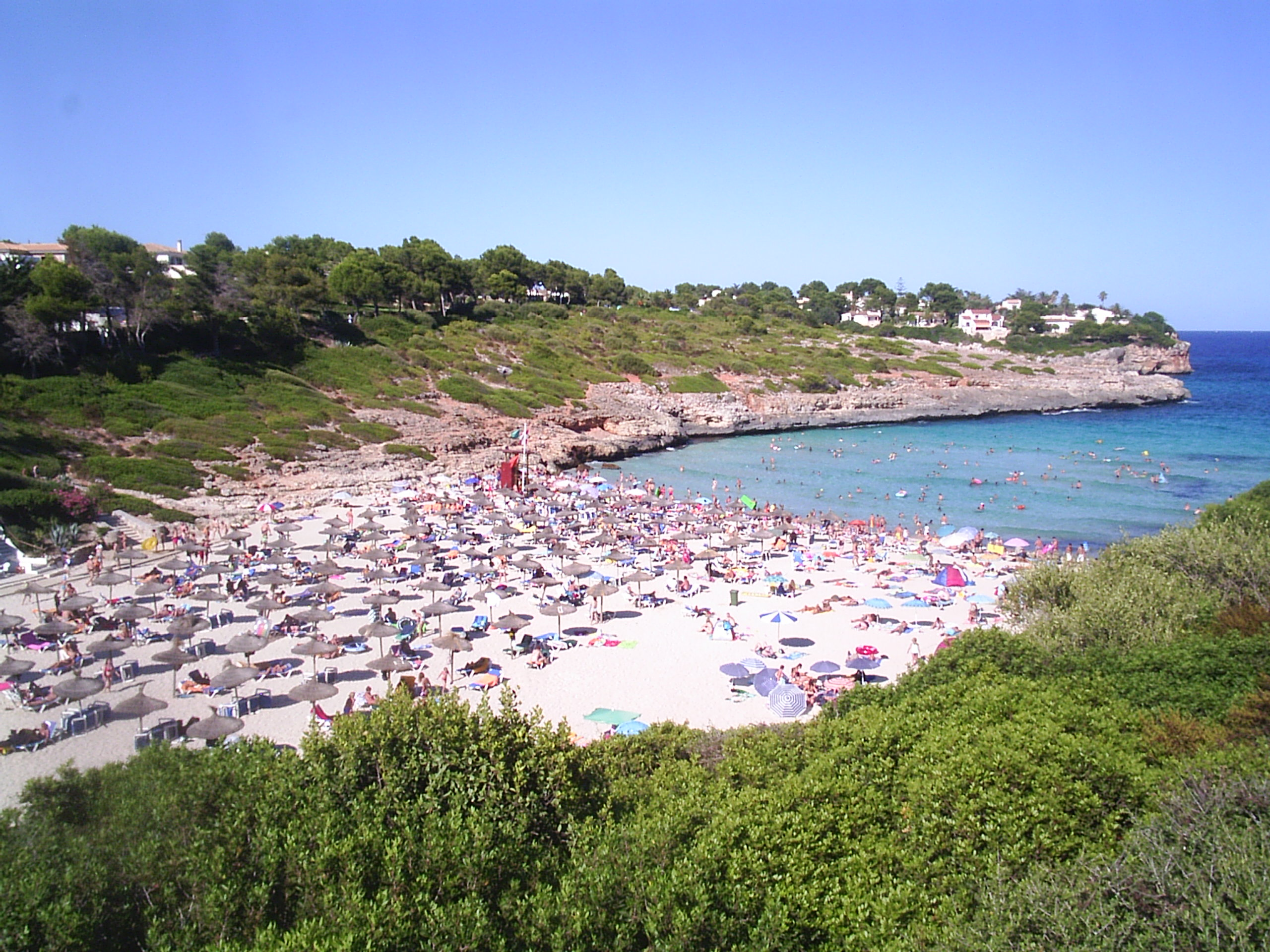
Cala Mendia

Die Cala Mendia liegt innerhalb der nach ihr benannten Siedlung, die sich etwa 20 bis 30 Meter über dem Meeresniveau der Bucht befindet. Sie wird von den Kaps Morro de Ponent de Cala Mendia im Süden und Punta de Cala Anguila im Norden eingefasst. Unmittelbar nordöstlich schließt sich die etwas kleinere Cala Anguila an, beide bilden einen gemeinsamen Meereseinschnitt. Der Hauptort der Gemeinde Manacor liegt 9,5 Kilometer nordwestlich der Cala Mendia, der nächste größere Ort Porto Cristo 2,2 Kilometer nordöstlich.
An der Westseite der Cala Mendia befindet sich der etwa 80 Meter lange und 120 Meter breite Sandstrand. Er fällt sanft ins Meer ab und wird von flachen Felsen eingerahmt, auf denen Kiefern und Büsche wachsen. Am Strand mündet der Regueró de Cala Mendia, der zwei Kilometer nordwestlich bei Cas Capellà entspringt. Er führt nur selten nach starken Regenfällen Wasser. Auf der Sandfläche des Strandes werden in der Saison Liegen und Sonnenschirme zum Verleih aufgestellt. Direkt hinter dem Strand befindet sich ein Restaurant, das auch als Strandbar dient.
Etwa 500 Meter südwestlich der Cala Mendia liegt der Strand von s’Estany d’en Mas, auch Cala Romàntica  genannt, dem sich das Naturgebiet von besonderem Wert (Àrea natural d’especial interès – ANAI) der Cales Verges de Manacor anschließt. Die Siedlungen der drei Buchten, Cala Anguila, Cala Mendia und S’Estany d’en Mas, sind in den letzten Jahrzehnten zu einem Ort zusammengewachsen.

## Zugang
Von der Straße MA-4014 zwischen Porto Cristo und Cales de Mallorca führt die Carrer Marco Polo nach Südosten zur Punta de Cala Anguila. Rechts der Straße befindet sich die Siedlung Cala Mendia. Vom Passeig Federico García Lorca führt eine befestigte Straße zum Strand hinunter. Über die Carrer de Cala Mendia ist die Siedlung auch von S’Estany d’en Mas aus erreichbar. Die Carrer de Cala Falcó bildet dabei die Verbindungsstraße zwischen beiden Siedlungen.